# Milestone (olasz videójáték-fejlesztő cég)
A Milestone srl milánói székhelyű olasz videójáték-fejlesztő cég, a Koch Media leányvállalata, amelyet 1994-ben alapított Antonio Farina Graffiti néven. A vállalat, ami Olaszország egyik legjelentősebb játékfejlesztőjévé nőtte ki magát elsősorban a Superbike és a WRC: FIA World Rally Championship sorozatairól ismert.
A céget 2019 augusztusában felvásárolta a THQ Nordic AB a Koch Media leányvállalatán keresztül.

## Videójátékai

### Graffiti név alatt
| # | Cím          | Megjelenés éve | Platform                            |
| - | ------------ | -------------- | ----------------------------------- |
| 1 | Super Loopz  | 1994           | Super Nintendo Entertainment System |
| 2 | Iron Assault | 1995           | MS-DOS                              |
| 3 | Screamer     | 1995           | MS-DOS                              |

### Milestone név alatt
| #  | Cím                                     | Megjelenés éve | Platform                                                                    |
| -- | --------------------------------------- | -------------- | --------------------------------------------------------------------------- |
| 1  | Screamer 2                              | 1996           | MS-DOS                                                                      |
| 2  | Screamer Rally                          | 1997           | MS-DOS, Windows                                                             |
| 3  | Superbike World Championship            | 1999           | Windows                                                                     |
| 4  | Superbike 2000                          | 2000           | Windows, PlayStation                                                        |
| 5  | Superbike 2001                          | 2000           | Windows                                                                     |
| 6  | Racing Evoluzione                       | 2003           | Xbox                                                                        |
| 7  | L’eredità                               | 2003           | Windows, PlayStation 2                                                      |
| 8  | Alfa Romeo Racing Italiano              | 2005           | Windows, PlayStation 2, Xbox                                                |
| 9  | The X Factor Sing                       | 2005           | Windows, PlayStation 2                                                      |
| 10 | Australian Idol Sing                    | 2006           | PlayStation 2                                                               |
| 11 | Corvette Evolution GT                   | 2006           | Windows, PlayStation 2                                                      |
| 12 | Super-Bikes: Riding Challenge           | 2006           | Windows, PlayStation 2                                                      |
| 13 | Suzuki Super-Bikes II: Riding Challenge | 2006           | Nintendo DS, PlayStation 2                                                  |
| 14 | MotoGP ’07                              | 2007           | PlayStation 2                                                               |
| 15 | SBK-07: Superbike World Championship    | 2007           | Windows, PlayStation 2, PlayStation Portable                                |
| 16 | Super PickUps                           | 2007           | Wii, PlayStation 2                                                          |
| 17 | MotoGP 08                               | 2008           | Wii, Windows, PlayStation 2, PlayStation 3, Xbox 360                        |
| 18 | SBK-08: Superbike World Championship    | 2008           | Windows, PlayStation 2, PlayStation 3, PlayStation Portable, Xbox 360       |
| 19 | SBK-09: Superbike World Championship    | 2009           | Windows, PlayStation 2, PlayStation 3, PlayStation Portable, Xbox 360       |
| 20 | Superstars V8 Racing                    | 2009           | Windows, PlayStation 3, Xbox 360                                            |
| 21 | SBK X: Superbike World Championship     | 2010           | Windows, PlayStation 3, Xbox 360                                            |
| 22 | Superstars V8 Next Challenge            | 2010           | Windows, PlayStation 3, Xbox 360                                            |
| 23 | WRC: FIA World Rally Championship       | 2010           | Windows, PlayStation 3, Xbox 360, Nintendo 3DS                              |
| 24 | SBK 2011                                | 2011           | Windows, PlayStation 3, Xbox 360                                            |
| 25 | WRC 2 FIA World Rally Championship      | 2011           | Windows, PlayStation 3, Xbox 360                                            |
| 26 | MUD FIM Motocross World Championship    | 2012           | Windows, PlayStation 3, PlayStation Vita, Xbox 360                          |
| 27 | SBK Generations                         | 2012           | Windows, PlayStation 3, Xbox 360                                            |
| 28 | WRC: The Game                           | 2012           | iOS                                                                         |
| 29 | WRC 3 FIA World Rally Championship      | 2012           | Windows, PlayStation 3, PlayStation Vita, Xbox 360                          |
| 30 | MotoGP 13                               | 2013           | Windows, PlayStation 3, PlayStation Vita, Xbox 360                          |
| 31 | WRC 4: FIA World Rally Championship     | 2013           | Windows, PlayStation 3, PlayStation Vita, Xbox 360                          |
| 32 | WRC Powerslide                          | 2013           | Windows, PlayStation 3, Xbox 360                                            |
| 33 | WRC Shakedown Edition                   | 2013           | iOS                                                                         |
| 34 | MXGP The Official Motocross Videogame   | 2014           | Windows, PlayStation 3, PlayStation 4, PlayStation Vita, Xbox 360           |
| 35 | MotoGP 14                               | 2014           | Windows, PlayStation 3, PlayStation 4, PlayStation Vita, Xbox 360           |
| 36 | Ride                                    | 2015           | Windows, PlayStation 3, PlayStation 4, Xbox 360, Xbox One                   |
| 37 | MotoGP 15                               | 2015           | Windows, PlayStation 3, PlayStation 4, PlayStation Vita, Xbox 360, Xbox One |
| 38 | Sébastien Loeb Rally Evo                | 2016           | Windows, PlayStation 4, Xbox One                                            |
| 39 | MXGP2                                   | 2016           | Windows, PlayStation 4, Xbox One                                            |
| 40 | Valentino Rossi: The Game               | 2016           | Windows, PlayStation 4, Xbox One                                            |
| 41 | Ducati: 90th Anniversary                | 2016           | Windows, PlayStation 4, Xbox One                                            |
| 42 | Ride 2                                  | 2016           | Windows, PlayStation 4, Xbox One                                            |
| 42 | MXGP3                                   | 2017           | Windows, PlayStation 4, Xbox One, Nintendo Switch                           |
| 43 | MotoGP 17                               | 2017           | Windows, PlayStation 4, Xbox One                                            |
| 44 | Gravel                                  | 2018           | Windows, PlayStation 4, Xbox One                                            |
| 45 | Monster Energy Supercross               | 2018           | Windows, PlayStation 4, Xbox One, Nintendo Switch                           |
| 46 | MotoGP 18                               | 2018           | Windows, PlayStation 4, Xbox One, Nintendo Switch                           |
| 47 | MXGP Pro                                | 2018           | Windows, PlayStation 4, Xbox One                                            |
| 48 | Ride 3                                  | 2018           | Windows, PlayStation 4, Xbox One                                            |
| 49 | Monster Energy Supercross 2             | 2019           | Windows, PlayStation 4, Xbox One, Nintendo Switch                           |
| 50 | MotoGP 19                               | 2019           | Windows, PlayStation 4, Xbox One, Nintendo Switch                           |

### Törölr videójátékai
| # | Cím                                  | Platform                                  |
| - | ------------------------------------ | ----------------------------------------- |
| 1 | FX Racing                            | Nintendo GameCube, Windows, PlayStation 2 |
| 2 | Lamborghini FX                       | Windows, PlayStation 2, Xbox              |
| 3 | SBK-07: Superbike World Championship | Windows, Xbox 360                         |
| 4 | SBK-08: Superbike World Championship | Nintendo DS, Wii                          |